# Catharsius oryx
Catharsius oryx là một loài bọ cánh cứng trong họ Bọ hung (Scarabaeidae).